# 仙女洞 (萨尔费尔德)
仙女洞（德语：Feengrotten）是德国图林根州萨尔费尔德的一处洞穴。曾经是“赫雷米亚斯·格吕克”（德语：Jeremias Glück）的明矾矿场，1993年以“世界上色彩最丰富的景观石窟”载入吉尼斯世界纪录。

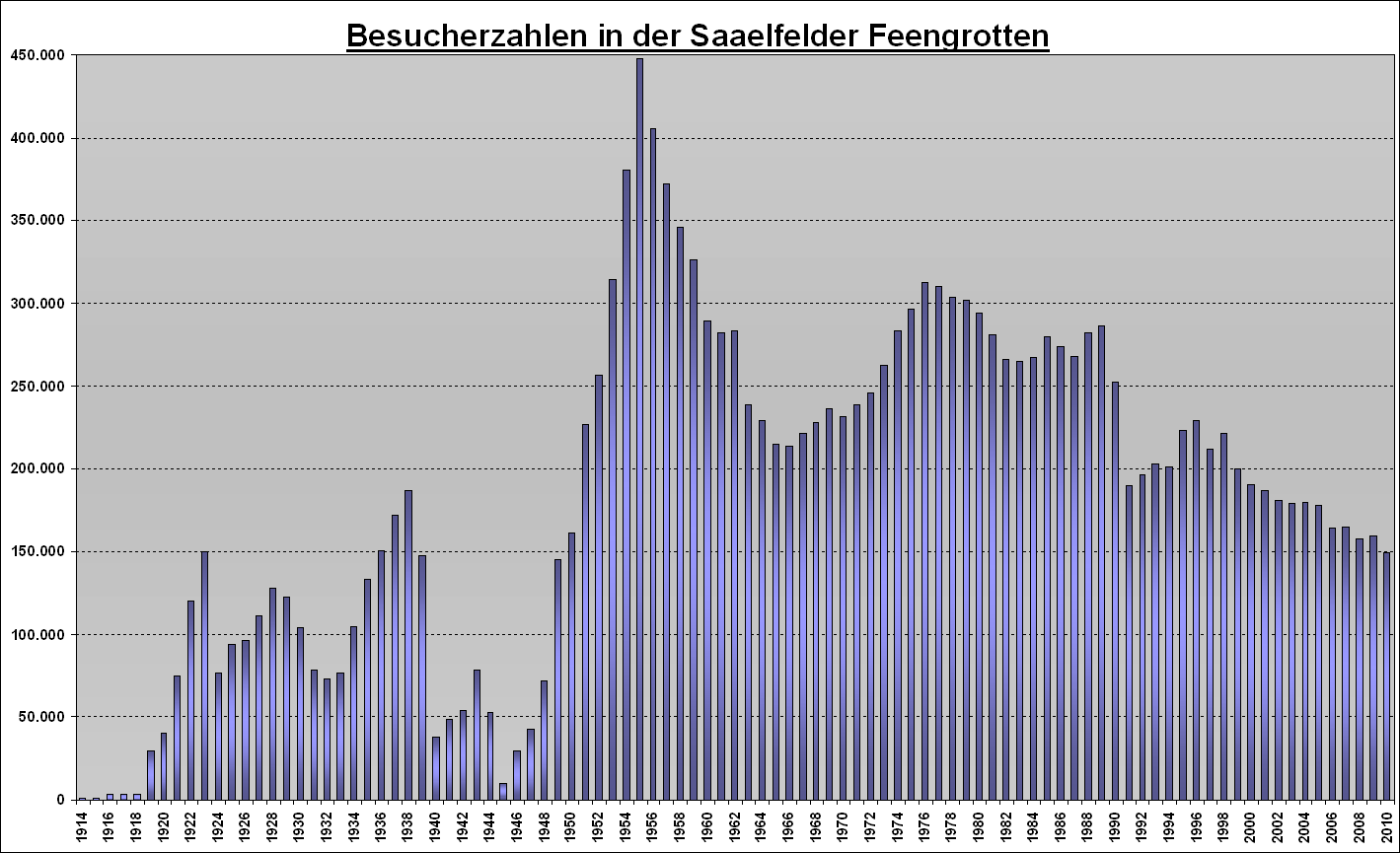
游客数量（1914-2010年）